# Palais des sports Droujba
Le Palais des sports Droujba (en ukrainien : Палац спорту Дружба) est une salle omnisports située à Donetsk en Ukraine. La salle est principalement utilisée pour les rencontres de hockey sur glace et de basket-ball.
Il s'agit du domicile du Donbass Donetsk de la Ligue continentale de hockey et du BC Donetsk.
Il accueille le Pole Vault Stars. 

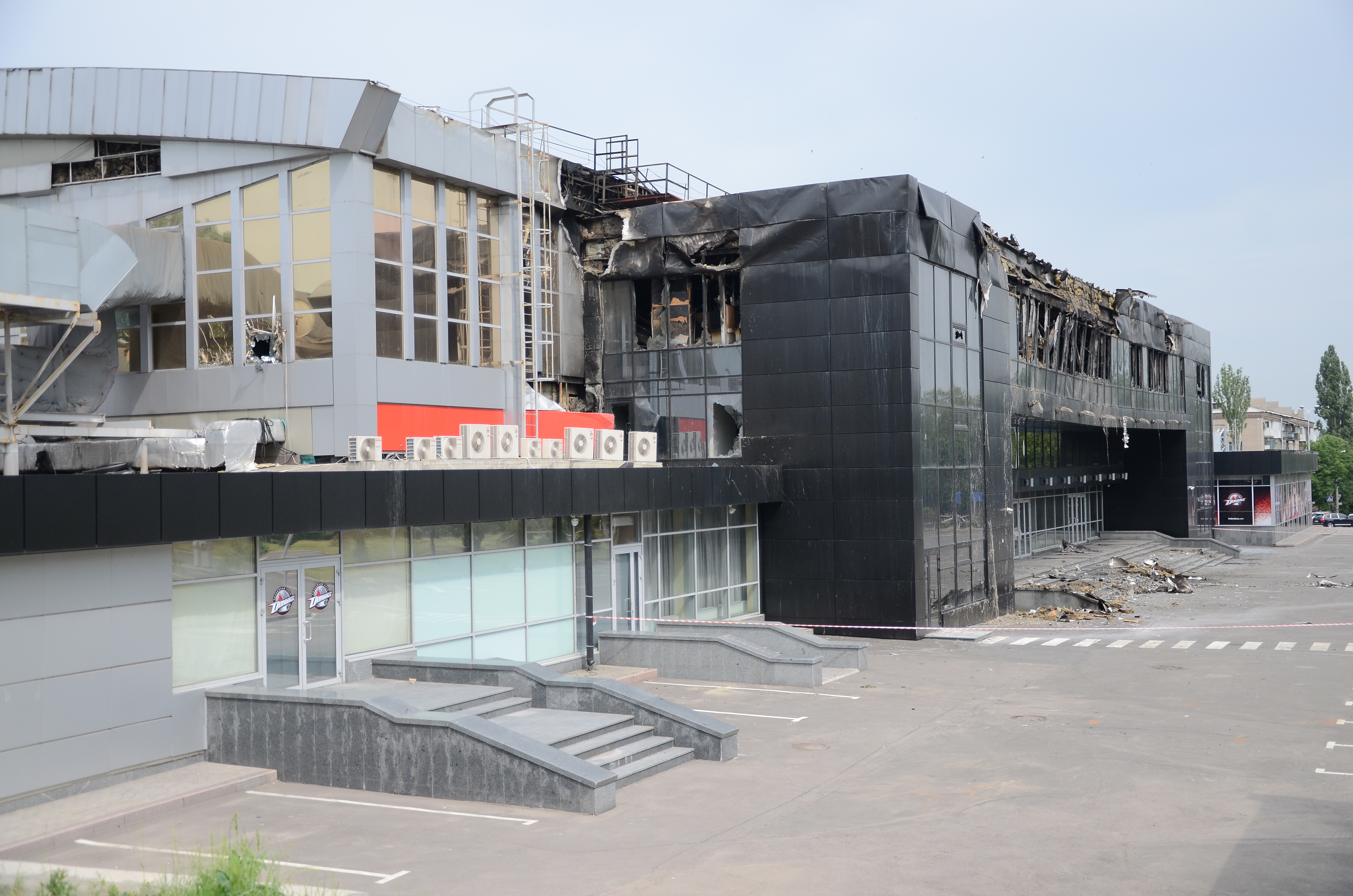
Le Palais des sports après l'incendie en 2014

Le 28 mai 2014 lors des affrontements entre les séparatistes pro-russes et les Ukrainiens, la salle a été réduite en cendres.